# 四河镇
四河镇，是中华人民共和国甘肃省平凉市静宁县下辖的一个乡镇级行政单位。
2016年，甘肃省民政厅批复同意撤销四河乡，设立四河镇。

## 行政区划
四河镇下辖以下地区：
王河村、张尤村、豆河村、周岔村、四河村、岘口村、黄川村、麻岔村、上赵村、涧沟村、大湾村、上卢村、罗岔村、花沟岔村、芦湾村、雷河村、晨光村、大庄坪村、田堡村、王岔村、石河村和田河村。